# Calatrava (Romblon)
Calatrava ist eine philippinische Stadtgemeinde in der Provinz Romblon und gehört zur Verwaltungsregion IV-B, Mimaropa. Sie hat 10.275 Einwohner (Zensus 1. August 2015). Eingestuft wird sie als Gemeinde der fünften Einkommensklasse auf den Philippinen und als teilweise urbanisiert.
Calatrava liegt im Norden der Insel Tablas an der Küste der Sibuyan-See. Die Topographie der Gemeinde wird durch flachwelliges Terrain gekennzeichnet. Im Süden liegen die Gemeinden San Agustin und San Andres.
In der Gemeinde ist die School of Inland Fisheries der Romblon State University angesiedelt.

## Baranggays
Die Gemeinde setzte sich 2011 aus sieben Barangays zusammen:
| - Balogo - Linao - Poblacion - Pagsangahan - Pangulo - San Roque - Talisay |

## Weblink
- Informationen der Philippine Statistics Authority über Calatrava